# Zdeněk Pulec
Zdeněk Pulec (* 8. září 1936 v Praze – 12. června 2010) byl český trombónista, zpěvák a hudební pedagog.
Pocházel z hudebnické rodiny, jeho otec Josef Pulec byl klavírista, saxofonista, klarinetista a houslista, jenž až do roku 1936 hrál v Ježkově Orchestru Osvobozeného divadla, během 2. světové války také vystupoval s Orchestrem R. A. Dvorského.
Zdeněk se v roce 1951 stal studentem pražské konzervatoře, kde studoval hru na klavír a na trombón, od roku 1956 do roku 1960 dále studoval na Hudební fakultě pražské AMU. Již během studia hrál v několika předních českých tanečních orchestrech, například s orchestrem Zdeňka Bartáka, Václava Zelinky, Karla Vlacha a dalších. Jednalo se už tehdy o vynikajícího hráče s mimořádnou technikou, který uměl hrát jak swing tak i klasickou a vážnou hudbu. Od roku 1955 hrál v Klocově swingovém orchestru odkud v roce 1958 přešel do kapely Karla Krautgartnera.

## Spolupráce s orchestry
- V letech 1967–1968 byl sólovým trombonistou v Hamburské státní opeře a filharmonii, kde hrál pod vedením Wolfganga Sawallische.
- Od roku 1958 až do roku 2001 působil jakožto první trombónista Symfonického orchestru Československého rozhlasu.
- 1975–1976 hrál ve Festivalovém orchestru v německém Bayreuthu.
- Během svého života pohostinsky či příležitostně hrál v celé řade komorních těles, jazzových orchestrů, spolupracoval s mnoha předními symfonickými orchestry.
- Jeho vlastní kapela, se kterou nahrál pět desek, se jmenovala Pulec-oktet.

## Zpěv
Jedná se také o zpěváka, jenž zpíval např. v Kühnově smíšeném sboru nebo v souboru Lubomíra Pánka.

## Pedagogická činnost
- 1972-1982 Pražské konzervatoř
- 1981-1982 mezinárodních kurzy v rakouském Neuhofenu
- 1992 - habilitace, docent HAMU
- 1997 - jmenován profesorem HAMU

## Ocenění
- 1962 Mezinárodní soutěž Pražské jaro - laureát soutěže trombónistů
- 1965 Mezinárodní soutěž v Mnichově - druhé místo v soutěži trombónistů
- 1979 společně s Českým žesťovým kvintetem - mezinárodní Soutěž Maurice Andrého v Paříži - třetí místo
- 1984 Výroční cena Svazu skladatelů a koncertních umělců

## Diskografie, výběr

### sólová alba
- 1976 Koncerty pro žesťové nástroje (Supraphon)
- 1984 Josef Matěj Concertos (Supraphon)
- 1985 Zdeněk Pulec Trombone Recital (Supraphon)

### Pulec-oktet
- Ohlédnutí
- V plechovém balení
- Starší páni hrají swing
- Nás osm a čas
- Největší hity Glenna Millera